# 涵化

适应的四种基本形式：1-隔离，2-整合，3-同化，4-边缘化

涵化（英语：acculturation），是指因多种不同文化相互接触，从而导致的文化变动以及心理变化的过程。在此過程中，有兩種或兩種以上的文化，持續地互相接觸著，而導致一種文化同化其他文化的元素。两个文化之间的涵化既可以是单向的，也可以是交互影响的。涵化也可稱為文化適應、文化移入。
逆向涵化（英語：reverse acculturation）：主流團體要如何去適應弱勢團體文化的現象，或者是當人們回到自己的地方時，對自己文化的文化衝擊。